# Värnhem
Värnhem is een deelgebied (Delområde) in het stadsdeel Centrum van de Zweedse stad Malmö. Het gebied ligt tussen de Föreningsgatan en de Nobelvägen ten zuidwesten van de weg Sallerupsvägen. De noordelijke helft bestaat voornamelijk uit appartementen uit de jaren 1920-1970. De wijk telt 2149 inwoners (2013) en heeft een oppervlakte van 0,57 km². In het deelgebied ligt de school Rörsjöskolan en een boomkwekerij.